# Ricardo Pascoe Pierce
Ricardo Andrés Pascoe Pierce (Ciudad de México; 1 de agosto de 1949) es un político mexicano, exmilitante del Partido de la Revolución Democrática (PRD). Fue miembro fundador del Partido Revolucionario de los Trabajadores (PRT), partido por el cual fue diputado federal a la LIII Legislatura del Congreso de la Unión de México, y se le considera uno de los más cercanos colaboradores de Cuauhtémoc Cárdenas Solórzano. Embajador de México en Cuba de 2000 a 2002.
Es uno de cinco hijos del exdiplomático mexicano para las Naciones Unidas, Juan Pascoe Strozzi y de la profesionista estadounidense Dorothy Pierce, entre los que se encuentra también el músico e impresor Juan Pascoe.

## Estudios
Estudió su licenciatura en filosofía en la State University of New York, Planting Fields Experimental College, y posteriormente su maestría en Sociología en la Flacso, en Santiago de Chile. Tras el golpe de Estado, el 11 de septiembre de 1973, regresa a México donde inicia su carrera política. Logró un doctorado en Economía Internacional, en el London School of Economics and Political Science y un doctorado  Honoris Causa en Leyes, por la Senior University International de Vancouver, Canadá (1999); fue profesor de Sociología del Trabajo en el Departamento de Relaciones Sociales de la UAM-Xochimilco (1975-1978), Universidad Iberoamericana (2003-2007) y de asignatura en Seguridad Nacional en la UNAM (2005).

## Trayectoria política
Fungió como secretario general del Sindicato Independiente de Trabajadores de la UAM (SITUAM) (1978-1981). Contribuyó a fundar el Partido Revolucionario de los Trabajadores (PRT) junto con Rosario Ibarra de Piedra, Ricardo Pascoe fue diputado por ese partido de los años 1985 a 1988, siendo así el primer diputado trotskista en el Congreso de la Unión de México. Posteriormente se integró a la campaña presidencial de Cuauhtémoc Cárdenas en 1988, participando así en la fundación del Partido de la Revolución Democrática (PRD).
Fue vocero del PRD y secretario de Relaciones Internacionales de dicho partido. Fue vicepresidente de la Fundación por la Democracia, que era presidida por Cárdenas Solórzano. Durante la administración de Cárdenas como Jefe de Gobierno del Distrito Federal, fue nombrado Delegado del gobierno del Distrito Federal en Benito Juárez, en el año 1997. Durante su gestión se construyó la primera "Vuelta de Flujo Continuo" de la Ciudad de México. A principios del 2000 renuncia al cargo para postularse ese mismo año como candidato del PRD a jefe delegacional en Benito Juárez, perdiendo el proceso electoral frente a José Espina.
Fue entonces nombrado oficial mayor de la Ciudad de México, durante la administración de Rosario Robles, cargo que desempeñó hasta finales del año 2000.
Es nombrado embajador de México en Cuba en 2000 por Vicente Fox, dejando el cargo en 2002, tras una intensa crisis diplomática entre el gobierno mexicano y el de Fidel Castro. Durante su gestión se suscitó el famoso "guaguazo", cuando un microbús conducido por personas que presuntamente deseaban asilo político se impactó contra la Embajada. De igual forma, le tocó enfrentar el "comes y te vas" de Fox a Castro, que se reveló tras la Cumbre de Monterrey. 
Renunció al PRD en el año 2003, al considerar que el partido que contribuyó a fundar había perdido su rumbo político.
En 2006 participó como integrante del equipo de campaña del entonces candidato presidencial Felipe Calderón, y, después de las elecciones, participó en el equipo de transición del entonces presidente-electo.
El 1 de octubre de 2009 el jefe delegacional de Miguel Hidalgo, Demetrio Sodi, lo designó como director general jurídico y de Gobierno de la delegación.
Es analista político para el periódico Excélsior, donde publica una columna semanal. Es profesor universitario en la Universidad Nacional Autónoma de México (UNAM)
En el año 2018, intenta ser jefe delegacional en Benito Juárez, como candidato independiente, no logrando el éxito electoral requerido para acceder al puesto.

## Publicaciones destacadas
- “Los resultados electorales” en La transición democrática 1998.
- “La oposición frente a la sucesión presidencial” en La Sucesión presidencial en 1988.
- "En el Filo". Historia de una Crisis Diplomática México-Cuba 2004